# Bingham megye
Bingham megye az Amerikai Egyesült Államokban, azon belül Idaho államban található. Megyeszékhelye és legnagyobb városa Blackfoot. Lakosainak száma 47 992 fő (2020. április 1.). Bingham megye Jefferson, Bannock, Bonneville, Caribou, Power, Blaine és Butte megyékkel határos.

## Népesség
A megye népességének változása:
| Lakosok száma | 45 738 | 45 845 | 45 466 | 45 290 | 44 990 | 47 992 |
|               | 2010   | 2011   | 2012   | 2013   | 2015   | 2020   |